# Thomas LeRoy Collins
Thomas LeRoy Collins (10 mars 1909 - 12 mars 1991) fut le 33e gouverneur de Floride entre 1955 et 1961. Il appartenait au Parti démocrate.